# مکخه
مکخه (به لاتین: Meckhe) یک منطقهٔ مسکونی در سنگال است که در Tivaouane Department واقع شده‌است. مکخه ۲۲٬۹۴۴ نفر جمعیت دارد.